# Zaprešić
Zaprešić (phát âm [zâːpreʃitɕ]) là một thành phố tại Hạt Zagreb, Croatia. Dân số là 19.644 tại đô thị, và hơn 51.000 nếu tính toàn vùng đô thị. Zaprešić là đơn vị lớn thứ ba và có mật độ dân cư dày nhất của hạt. Thành phố tọa lạc tại phía tây bắc thủ đô Zagreb, gần biên giới với Slovenia. Nó nằm tại những đồng bằng bắc sông Sava, tiếp giáp núi Medvednica về phía đông, và dãy đồi Marija Gorica về phía tây.
Điểm dân cư đầu tiên tại, và gần, Zaprešić có niên đại từ thời kỳ đồ đá mới, với nhiều con đường La Mã đã được xây dựng. Ghi nhận đầu tiên về một đô thị tại đây là năm 1334. Từ đó, thành phố đã trả qua việc là một phần của chế độ phong kiến, đến việc thành lập khu cộng nghiệp thịt đầu tiên của Croatia. Tuy nhiên, nó không được chính thức xem là một thành phố cho tới năm 1995. Thành phố được điều hành bởi một thị trưởng, một chính quyền thành phố gồm bảy thành viên (thượng viện), và một hội đồng thành phố gồm hai mươi mốt thành viên (hạ viện). Đảng cầm quyền hiện tại là Liên minh Dân chủ Croatia (HDZ), và thị trưởng là Željko Turk. Komunalno poduzeće Zaprešić quản lý tất cả các ngành phục vụ công cộng trừ điện. Nước máy ở Zaprešić có chất lượng cao.
Do có nhiều tuyến đường sắt, và đường nhựa giao thông, Zaprešić được gọi là "cổng tây bắc của Hạt Zagreb". Nó nằm ngay cạnh quốc lộ A2 nối Zagreb với Trung Âu. Thành phố cũng lân cận tuyến đường sắt chính dẫn từ Zagreb tới phía tây bắc. Là một khu vực ba, nền công nghiệp đang trên đà đi lên do lượng người nhập cư lớn.
Điều kiện giáo dục của Zaprešić đầy đủ từ nhà trẻ tới trung cấp tới giáo dục đại học. Thành phố có bốn trường tiểu học, một trường trung học, và hai viện đại học. Vùng đô thị Zaprešić gồm sáu lâu đài tạo nên cái được gọi là "palace path." Đô thị này cũng có một bảo tàng và nơi trưng bày nghệ thuật. Môn thể thao phổ biến nhất là bóng đá, đội bóng địa phương là NK Inter Zaprešić, một thành viên của Prva HNL. Những môn thể thao khác cũng hiện diện tại Zaprešić, ở đây cũng có một golf resort.

## Lịch sử
Những ghi nhận đầu tiên về dân cư ở vùng đô thị Zaprešić có niên đại từ thời kỳ đồ đá mới, bằng chứng là những chiếc rìu đá tại Brdovec, ngoài ra còn có rìu từ thời kỳ đồ đồng đá tìm thấy tại Marija Gorica. Dấu vết của văn hóa Halstatt được phát hiện tại Sveti Križ. Người La Mã đã để lại đấu ấn của họ tại Zaprešić trên tuyến đường Siscia–Neviodunum–Emona, con đường chạy dọc theo bên bờ tây sông Sava qua khu vực Zaprešić, ngay gần các điểm dân cư hiện đại.
Không có mấy thông tin vào thiên niên kỷ 1 được ghi nhận, Zaprešić được nhắc tới một lần nữa vào thế kỷ 11. Năm 1094, sau sự thành lập của Giáo khu Zagreb, Ača, một cố vấn của Vua Ladislav I của Croato–Hung, đã chọn vùng đất phía tây và đông núi Medvednica để bảo vệ giáo khu mới này. Zaprešić trở thành một phần của thái ấp Susedgrad–Stubica, thái ấp lớn thứ hai trong hạt Zagreb thuộc Croato-Hung. Năm 1334, nhà thờ giáo sứ St. Peter được thành lập tại Zaprešić, đánh dấu lần đầu tiên có sự định cư thời hiện đại tại Zaprešić. Điểm dân cư phát triển nhanh, là một tuyến thương mại và giao thông quan trọng. Tuyến đường sắt đầu tiên của Croatia cũng băng qua Zaprešić.
Vào thế kỷ 15 và 16, người tị nạn từ Lika đến Zaprešić để trốn tranh người Ottoman. Một vài trong số cũng người tị nạn này được gọi là Thầy tu dòng Francis Brdovec, Chúa tể Zylagy của Susedgrad đã xây một tu viên cho họ tại Marija Gorica. Người tị nạn mang đến phương ngữ Ikavia, được lưu giữ từ lâu tại vài cộng đồng nhỏ ở Zaprešić, dù vùng Zaprešić về mặt lịch sử nói giọng Kajkavia Ekavia. Vùng này từng sôi sục bởi cuộc khởi nghĩa nông dân 1573, dẫn đầu bởi Matija Gubec, người, theo nhà lịch sử học Ivan Kukuljević Sakcinski, từng quản lý Jablanovec, một phần của Zaprešić hiện đại. Một nhà lãnh đạo khởi nghĩa khác là Ilija Gregorić, sống tại Marija Gorica.
Hai năm sau, thái ấp lớn Susedgrad và Stubica bắt đầu phân chia thành nhiều thái ấp nhỏ được sở hữu bởi những quý tộc cấp thấp. Sau Thế chiến thứ nhất, khu công nghiệp thịt đầu tiên của Croatia, Industrija mesnih proizvoda, được khánh thành ở đây.
Zaprešić được thành lập chính thức năm 1952, khi Khu tự quản Zaprešić (tiếng Croatia: Općina Zaprešić) được thiết lập. Khu tự quản được điều hành như một phần của kotar Zagreb và sau đó là Thành phố Zagreb. Thành phố Zaprešić (Grad Zaprešić) được sáp nhập vào ngày 30 tháng 11 năm 1995. Ngày đó, những phần của những khu tự quản xung quanh, gồm Pušća, Hruševec Kupljenski và Thành phố Zagreb được gộp lại thành Thành phố Zaprešić mới. Điểm dân cư Merenje được quản lý bởi Zaprešić từ ngày 17 tháng 1 năm 1997.

## Địa lý
Zaprešić là một phần của vùng đô thị của thủ đô đồng thời là thành phố lớn nhất Croatia, Zagreb. Nó tọa lạc 18 kilômét (11 mi) về phía tây bắc Zagreb, gần chỗ hợp lưu của sông Krapina, và sông Sava. Sông nhỏ Lužnica là vị trí của biên giới tây thành phố Zaprešić. Vùng đô thị Zaprešić gồm Zaprešić và bảy khu tự quản xung quanh: Brdovec, Bistra, Dubravica, Jakovlje, Luka, Marija Gorica, và Pušća. Nó được tạo thành bởi phần tây bắc của Hạt Zagreb. Theo trang web chính thức của Zaprešić, ba khu vực địa lý riêng biệt tạo nên vùng Zaprešić: phần phía tây của Núi Medvednica, dãy đồi Marija Gorica và những đồng bằng nằm giữa. Phần phía tây của Núi Medvednica tương đối ít người, không có dân cư nào trừ tại chân núi. Phần này gồm khu tự quản Bistra và điểm dân cư Jablanovec. Dãy đồi Marija Gorica nằm chủ yếu ở khu tự quản Marija Gorica giữa các sông Krapina, và Sutla. Khu vực thứ ba, vùng đồng bằng, là nơi là chính Zaprešić tọa lạc. Zaprešić có một hồ, Hồ Zajarki, nằm giữa thành phố và sông Sava ở phía nam. Người dân tại đây gọi nó bằng tên thông tục Bager (tiếng Croatia nghĩa là máy đào). Đây hiện là một hồ khai thác cát, dù có dự định biến nó thành nơi lui tới của những bơi lội và du lịch.

## Dân số
Theo điều tra dân số năm 2011, thành phố Zaprešić có 25.223 dân, 19.644 trong đó sống tại điểm dân cư (naselje) Zaprešić. Điều này khiến đô thị Zapreši có mật độ 1.036 người trên kilomét vuông (2.683 trên dặm vuông), mật độ dày nhất hạt Zagreb. Thành phố được chia làm 9 điểm dân cư, điểm lớn nhất cũng được gọi là Zaprešić, chiếm một phần ba diện tích thành phố.
Vùng đô thị Zaprešić có 54.640 dân vào năm 2011, và 51.040 dân vào năm 2001. Khoảng 96% dân số là người Croat và 98,3% nói tiếng Croatia như ngôn ngữ mẹ đẻ. Tỉ lệ giới tính là 90,63 năm/100 nữ, và tuổi trung bình là 39,9, khiến Zaprešić trở thành một trong những thành phố trẻ hơn trong hạt Zagreb.
| Điểm dân cư         | 1948  | 1953  | 1961  | 1971  | 1981   | 1991   | 2001   | 2011   |
| ------------------- | ----- | ----- | ----- | ----- | ------ | ------ | ------ | ------ |
| Hruševec Kupljenski | 627   | 609   | 608   | 488   | 552    | 450    | 453    | 432    |
| Ivanec Bistranski   | 590   | 597   | 584   | 593   | 716    | 823    | 932    | 937    |
| Jablanovec          | 865   | 851   | 861   | 843   | 868    | 1.042  | 1.342  | 1.378  |
| Kupljenovo          | 559   | 628   | 644   | 618   | 682    | 722    | 705    | 704    |
| Lužnica             | 96    | 67    | 91    | 89    | 65     | 64     | 62     | 40     |
| Merenje             | 252   | 235   | 227   | 175   | 113    | 186    | 158    | 129    |
| Pojatno             | 689   | 719   | 818   | 837   | 958    | 1.013  | 1.157  | 1.213  |
| Šibice              | 312   | 297   | 340   | 466   | 385    | 742    | 777    | 746    |
| Zaprešić            | 2.294 | 2.537 | 3.311 | 4.992 | 8.201  | 15.678 | 17.538 | 19.644 |
| Tổng cộng           | 6.284 | 6.540 | 7.484 | 9.101 | 12.540 | 20.720 | 23.125 | 25.223 |

## Kinh tế
Do địa thế thuận lợi với điều diện mở rộng dễ dàng, và tỷ lệ tăng dân số cao (ước tính 29 trên 1.000 người mỗi năm), Zaprešić đang chờ đợi sự bùng nổ kinh tế. Mặc cho khủng hoảng kinh tế 2008 ảnh hưởng tới nhiều thành phố của Croatia, gồm cả thủ đô, Zaprešić vẫn hoạt động mà không cần vay nợ và có lẽ sẽ đạt tỉ lệ tăng ngân sách 20-30% mỗi năm. Khu vực ba của nền kinh tế chiếm ưu thế với sự nổi trội về nghề bán lẻ, dịch vụ, ít nổi trội hơn là du lịch, cũng như sản xuất quà lưu niệm. Khu vực hai cũng hiện diện với công nghiệp gốm (Inker), chế tác kim loại (Karbon Nova, Lanac, và Unija metali) và công nghiệp hóa chất (Messer Croatia plin, Montkemija). Khu vực một gồm chủ yếu nông nghiệp.